# Małgorzata Luiza Henckel von Donnersmarck
Małgorzata Luiza Henckel von Donnersmarck, właśc. Małgorzata Luiza Laura Fanny Wanda Regina Henckel von Donnersmarck (ur. 21 lutego 1871 w Dreźnie, zm. 17 maja 1943 w Ramingstein) – hrabianka, Dama Orderu Gwiaździstego Krzyża.

## Życiorys
Urodziła się 21 lutego 1871 w Dreźnie jako córka Hugona II i Wandy von Gaschin. 
18 lipca 1900 w Krowiarkach poślubiła hrabiego Sándora Szapáry de Muraszombat, Széchysziget et Szapár. Po śmierci męża w 1904 roku przejęła nadzór nad renowacją ich domu, zamku Finstergrün. W latach dwudziestych hrabina Szapáry organizowała w zamku salony, na których gościli wpływowi goście, m.in. Rudolf Rameck i Kurt von Schuschnigg. W latach 30. i 40. XX wieku wynajmowała pokoje w zamku wybranym gościom, którzy płacili za pobyt. Aktywnie działała w Niemieckim Stowarzyszeniu Kobiet Katolickich. Zmarła 17 maja 1943 w Ramingstein.

## Rodzina
Z małżeństwa Sándora i Małgorzaty pochodziła dwójka dzieci. Jej dziećmi byli:
- Béla György János Armand Mária (ur. 19 sierpnia 1901 w Siemianowicach, zm. 26 kwietnia 1993 w Salzburgu) – poślubił 29 kwietnia 1942 baronównę Urszulę von Richthofen;
- Jolánta Mária Laura Fanny Zsófia Anna Margit (ur. 14 listopada 1902 w Krowiarkach, zm. 5 sierpnia 1987 w Ramingstein – była niezamężna.

## Genealogia
| Pradziadkowie                                              | hrabia Karol Henckel von Donnersmarck (1784–1813) ∞1810 hrabina Eugenia Wengersky von Ungarschütz (1790–1858) | hrabia Karol Henckel von Donnersmarck (1784–1813) ∞1810 hrabina Eugenia Wengersky von Ungarschütz (1790–1858) | ?? ∞ ??                                                                                           | ?? ∞ ??                                                                                           | hrabia Leopold Armand von Gaschin (1790–1848) ∞ hrabina Ernestyna Strachwitz von Gross-Zauche (1790–1836) | hrabia Leopold Armand von Gaschin (1790–1848) ∞ hrabina Ernestyna Strachwitz von Gross-Zauche (1790–1836) | margrabia Jan Stanisław Sumiński (1786–1839) ∞ Julia Józefa z Dąmbskich (1792–1863)               | margrabia Jan Stanisław Sumiński (1786–1839) ∞ Julia Józefa z Dąmbskich (1792–1863)               |
| Dziadkowie                                                 | hrabia Hugo I Henckel von Donnersmarck (1811–1890) ∞1830 hrabina Laura von Hardenberg (1792–1847)             | hrabia Hugo I Henckel von Donnersmarck (1811–1890) ∞1830 hrabina Laura von Hardenberg (1792–1847)             | hrabia Hugo I Henckel von Donnersmarck (1811–1890) ∞1830 hrabina Laura von Hardenberg (1792–1847) | hrabia Hugo I Henckel von Donnersmarck (1811–1890) ∞1830 hrabina Laura von Hardenberg (1792–1847) | hrabia Amand von Gaschin (1815–1866) ∞1837 Franciszka Nimfa von Gaschin-Rosenberg (1817–1879)             | hrabia Amand von Gaschin (1815–1866) ∞1837 Franciszka Nimfa von Gaschin-Rosenberg (1817–1879)             | hrabia Amand von Gaschin (1815–1866) ∞1837 Franciszka Nimfa von Gaschin-Rosenberg (1817–1879)     | hrabia Amand von Gaschin (1815–1866) ∞1837 Franciszka Nimfa von Gaschin-Rosenberg (1817–1879)     |
| Rodzice                                                    | hrabia Hugo II Henckel von Donnersmarck (1832–1908) ∞1856 hrabianka Wanda von Gaschin (1837–1908)             | hrabia Hugo II Henckel von Donnersmarck (1832–1908) ∞1856 hrabianka Wanda von Gaschin (1837–1908)             | hrabia Hugo II Henckel von Donnersmarck (1832–1908) ∞1856 hrabianka Wanda von Gaschin (1837–1908) | hrabia Hugo II Henckel von Donnersmarck (1832–1908) ∞1856 hrabianka Wanda von Gaschin (1837–1908) | hrabia Hugo II Henckel von Donnersmarck (1832–1908) ∞1856 hrabianka Wanda von Gaschin (1837–1908)         | hrabia Hugo II Henckel von Donnersmarck (1832–1908) ∞1856 hrabianka Wanda von Gaschin (1837–1908)         | hrabia Hugo II Henckel von Donnersmarck (1832–1908) ∞1856 hrabianka Wanda von Gaschin (1837–1908) | hrabia Hugo II Henckel von Donnersmarck (1832–1908) ∞1856 hrabianka Wanda von Gaschin (1837–1908) |
| Małgorzata (1871–1943), hrabianka Henckel von Donnersmarck | | |                                                                                                   |                                                                                                   | | |                                                                                                   |                                                                                                   |